# Pyrophorus punctatissimus
Pyrophorus punctatissimus es una especie de escarabajo de la familia Elateridae.

## Descripción
Pyrophorus punctatissimus puede llegar a medir 3 cm. La coloración es marrón oscura a negra. Las antenas tienen forma serrada. Como otros miembros del género, es bioluminoso, con dos órganos en los rincones posteriores del pronoto (primer segmento torácico) y otro órgano más grande en la región dorsal del abdomen. Este último es solo visible cuando vuelan.

## Distribución
Se encuentra en Bolivia, Argentina, Brasil, Paraguay y Uruguay.